# Fredrik Kolstø
Ole Fredrik Kolstø, auch Kolstö (* 5. März 1860 in Haugesund; † 2. April 1945 in Trondheim) war ein norwegischer Kunstmaler.

## Leben

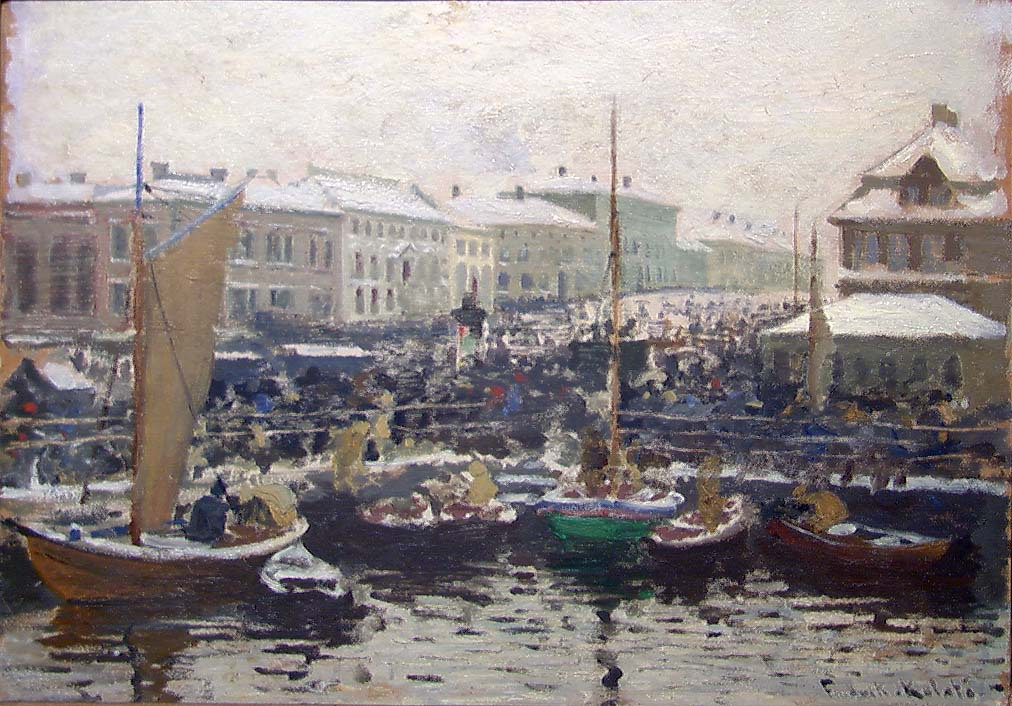
Fischmarkt in Bergen (1881)

Fredrik Kolstø besuchte zunächst die Malschule von Knud Bergslien in Kristiania und studierte dann ab 1877 an der Akademie der Bildenden Künste München bei Wilhelm von Lindenschmit. 1880 wurde er dort mit der Silbernen Medaille der Akademie ausgezeichnet. 1881 war Kolstø wieder in Norwegen tätig und schuf sein Gemälde Fischmarkt in Bergen (Nationalgalerie Oslo). Er hielt sich in den 1880er Jahren mehrfach in Paris auf und erhielt 1886 ein Staatsstipendium für einen Italienaufenthalt. 1887 kehrte er nach Norwegen zurück und arbeitete zunächst in Bergen, wo er auch eine Malschule betrieb. 1895 zog er nach Oslo. Seine Gemälde befinden sich in den Museen von Bergen, Oslo und Trondheim. Kolstø war vor dem Ersten Weltkrieg international auf Ausstellungen in Europa und den Vereinigten Staaten vertreten. Ab etwa 1920 schränkte er sein Schaffen ein.